# Krumlovská madona
Krumlovská madona je polychromovaná vápencová (opuková) socha Panny Marie s dítětem mírně podživotní výšky, vytvořená kolem roku 1393 neznámým pražským sochařem, označovaným jako Mistr Krumlovské madony.

## Historie
Socha vznikla v Praze a je pojmenovaná podle místa svého nalezení v Českém Krumlově. Byla pořízena pravděpodobně nejvyšším pražským purkrabím Jindřichem z Rožmberka pro kapli na jeho hradě v Českém Krumlově pravděpodobněji než pro farní kostel sv. Víta nebo pro klášter minoritů. V odpustkové listině pražského arcibiskupa Konráda z Vechty, vydané 18. března roku 1400, se krásná socha madony z hradní kaple uvádí.
Socha byla znovuobjevena na počátku 20. století a odkoupena roku 1913 pro Österreichische Staatsgalerie ve Vídni, odkud byla roku 1922 dlouhodobě zapůjčena do Uměleckohistorického muzea ve Vídni, kde je dosud vystavena v oddělení Kunstkomory s inventárním číslem 10.156.

## Popis
Socha o výšce 112 cm je vytesána z kvalitní jemnozrnné bělohorské opuky, opracována je také na zadní straně (byla tedy určena pro takový oltář, na kterém ji věřící viděli i zezadu). Jde o esovitě prohnutou sochu stojící Panny Marie držící dítě v obou rukou, stojící v kontrapostu. Marie nabízí Ježíška pozorovateli k adoraci či k pochování (tzv. "ostentatio"). Několik částí postavy dítěte, pláště Marie a její koruny bylo v průběhu staletí poškozeno, Ježíškovi chybí celá levá paže. Na Mariiných prsou chybí kovová spona a na hlavě koruna, pro kterou byla stávající dřevěná obroučka uzpůsobena. Původní polychromie je zachována pouze zčásti.

## Hodnocení
Socha je názorným příkladem české dvorské tvorby z gotického období poslední třetiny 14. století, zvaného krásný sloh, v němž zásadní místo náleží tematice tzv. krásných madon. Prvotně jsou inspirovány vzory francouzské gotiky, které byly uzpůsobeny v českém prostředí "bohemizovanou tváří" s jasnějším výrazem mandlovitých očí, úsměvem. Fyziognomie je idealizovaná. Postava má pečlivě tvarované řasení drapérie, se dvěma kaskádami trubkovitých záhybů spadajících po stranách těla, mezi nimiž se tvoří pravidelné široké záhyby do siluety písmene ypsilon, někdy plynulé, jindy přerušované, s efektem výrazné hry světla a stínu (chiaroscuro). Tvář madony a postava Dítěte mají jasnou a elegantní fyziognomii, světlou a hladkou pleť, vytvořenou křídovým podkladem inkarnátu, zlaté vlasy a bílou roušku, jež mají zdůrazňovat nadpozemskou – duchovní podstatu obou osob.

## Analogie
Krumlovská madona je archetypem, vzorem pražské devoční sochy, z něhož sochaři na přelomu 14. a 15. století odvozovali další příklady „krásných madon“ a "krásných světic" pro kostely i pro osobní zbožnost v duchu reformního duchovního hnutí Devotio moderna. Patří k nim o něco schematičtější, dřevěná Madona z Krużlowé (kolem 1410), uchovávaná v krakovském národním muzeu, dále také madona ze Salcburku. 

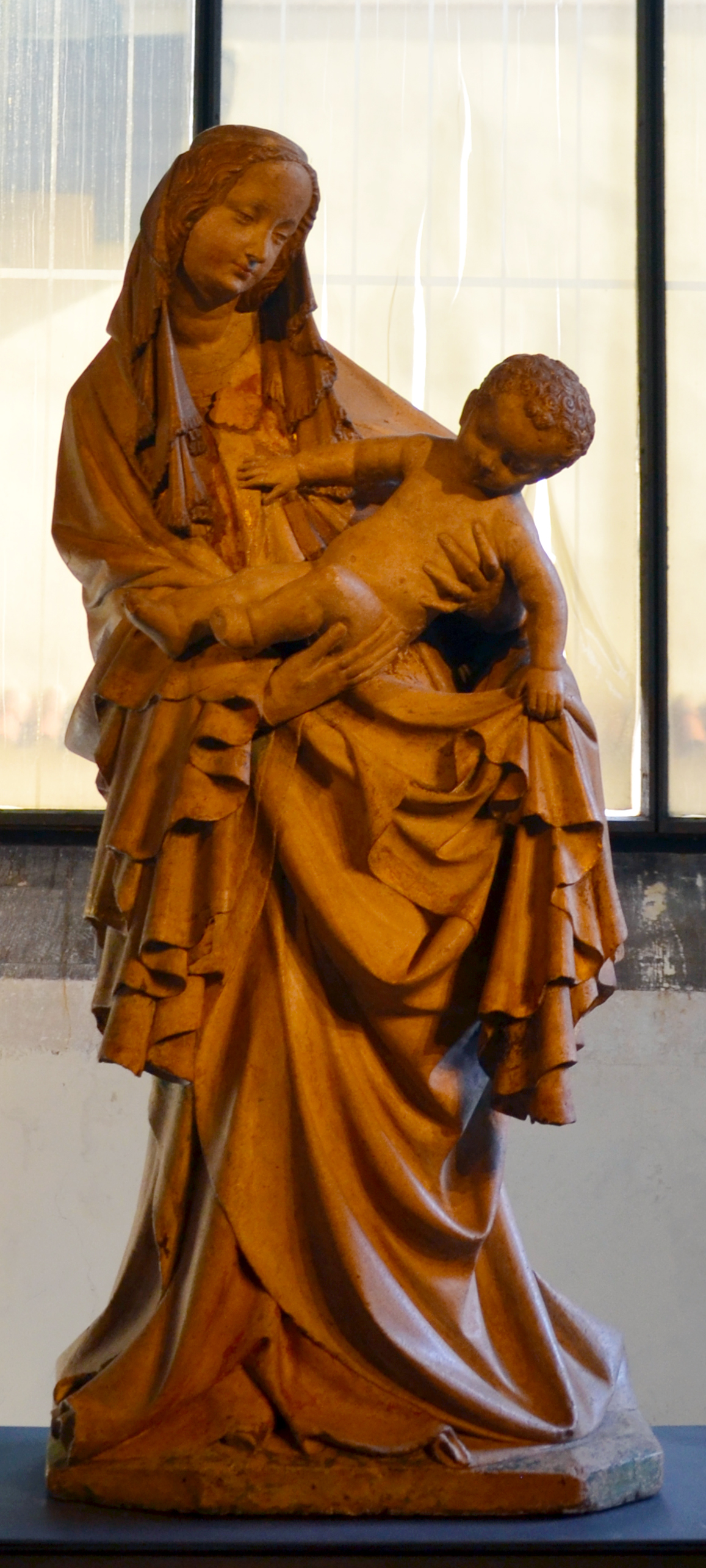
Varianta Krumlovské madony, Salcburk (kolem roku 1400), umělý kámen, Národní galerie v Praze
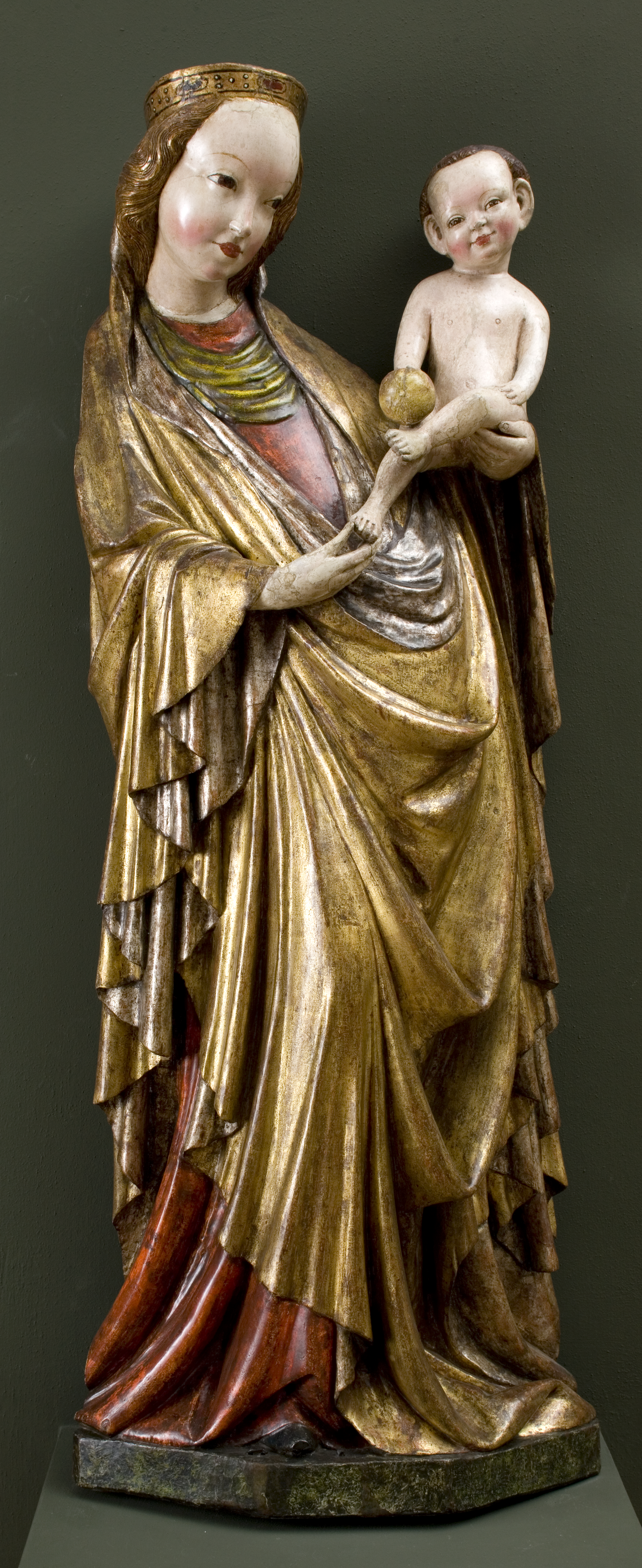
Madona z Krużlowe (kolem 1410), lipové dřevo, Národní muzeum v Krakově